# Blavignac
Blavignac est une commune française, située dans le nord-ouest du département de la Lozère en région Occitanie.
Exposée à un climat de montagne, elle est drainée par la Truyère, le ruisseau de Chandaison, le ruisseau de Mazeyrac et par divers autres petits cours d'eau. La commune possède un patrimoine naturel remarquable composé de deux zones naturelles d'intérêt écologique, faunistique et floristique.
Blavignac est une commune rurale qui compte 257 habitants en 2022, après avoir connu un pic de population de 659 habitants en 1806.  Elle fait partie de l'aire d'attraction de Saint-Chély-d'Apcher. Ses habitants sont appelés les Belvezétois ou  Belvezétoises.

## Géographie

### Localisation
Elle est située entre Aubrac et Margeride, dans le nord du département de la Lozère.

### Communes limitrophes
Les communes limitrophes sont Saint-Léger-du-Malzieu, Le Malzieu-Ville, Saint-Pierre-le-Vieux, Saint-Chély-d'Apcher, Albaret-Sainte-Marie et Chaulhac.
|                      | Chaulhac (par un quadripoint) | Saint-Léger-du-Malzieu |
| Albaret-Sainte-Marie | Blavignac                     | Le Malzieu-Ville       |
|                      | Saint-Chély-d'Apcher          | Saint-Pierre-le-Vieux  |

Au sud-ouest, la commune des Monts-Verts n'est distante que de 200 mètres environ.

### Hameaux et lieux-dits
Elle regroupe plusieurs villages : Blavignac, Rouveyet, la Vaissière Noire, Chassagnes, Blavignaguet, la Brugère, la Petge, le Mazel et la Font-Saint-Martin.

### Hydrographie
Elle est bordée au nord-est par la Truyère, au sud et à l'est par le ruisseau de Blavignac, à l'ouest par le ruisseau de Malecombe.

### Climat
Pour des articles plus généraux, voir Climat de l'Occitanie et Climat de la Lozère.
En 2010, le climat de la commune est de type climat océanique altéré, selon une étude s'appuyant sur une série de données couvrant la période 1971-2000. En 2020, Météo-France publie une typologie des climats de la France métropolitaine dans laquelle la commune est exposée à un climat de montagne ou de marges de montagne et est dans la région climatique Sud-est du Massif Central, caractérisée par une pluviométrie annuelle de 1 000 à 1 500 mm, minimale en été, maximale en automne.
Pour la période 1971-2000, la température annuelle moyenne est de 8,2 °C, avec une amplitude thermique annuelle de 15,8 °C. Le cumul annuel moyen de précipitations est de 889 mm, avec 9,4 jours de précipitations en janvier et 6,5 jours en juillet. Pour la période 1991-2020, la température moyenne annuelle observée sur la station météorologique la plus proche, située sur la commune de Paulhac-en-Margeride à 10 km à vol d'oiseau, est de 7,9 °C et le cumul annuel moyen de précipitations est de 1 061,2 mm,. Pour l'avenir, les paramètres climatiques de la commune estimés pour 2050 selon différents scénarios d'émission de gaz à effet de serre sont consultables sur un site dédié publié par Météo-France en novembre 2022.

### Milieux naturels et biodiversité
L’inventaire des zones naturelles d'intérêt écologique, faunistique et floristique (ZNIEFF) a pour objectif de réaliser une couverture des zones les plus intéressantes sur le plan écologique, essentiellement dans la perspective d’améliorer la connaissance du patrimoine naturel national et de fournir aux différents décideurs un outil d’aide à la prise en compte de l’environnement dans l’aménagement du territoire.
Une ZNIEFF de type 1 est recensée sur la commune :
la « rivière de la Truyère autour de Malzieu » (65 ha), couvrant 6 communes du département et une ZNIEFF de type 2, : 
le « cours de la Truyère et de la Rimeize aval » (503 ha), couvrant 14 communes du département.

Cartes des ZNIEFF de type 1 et 2 à Blavignac.
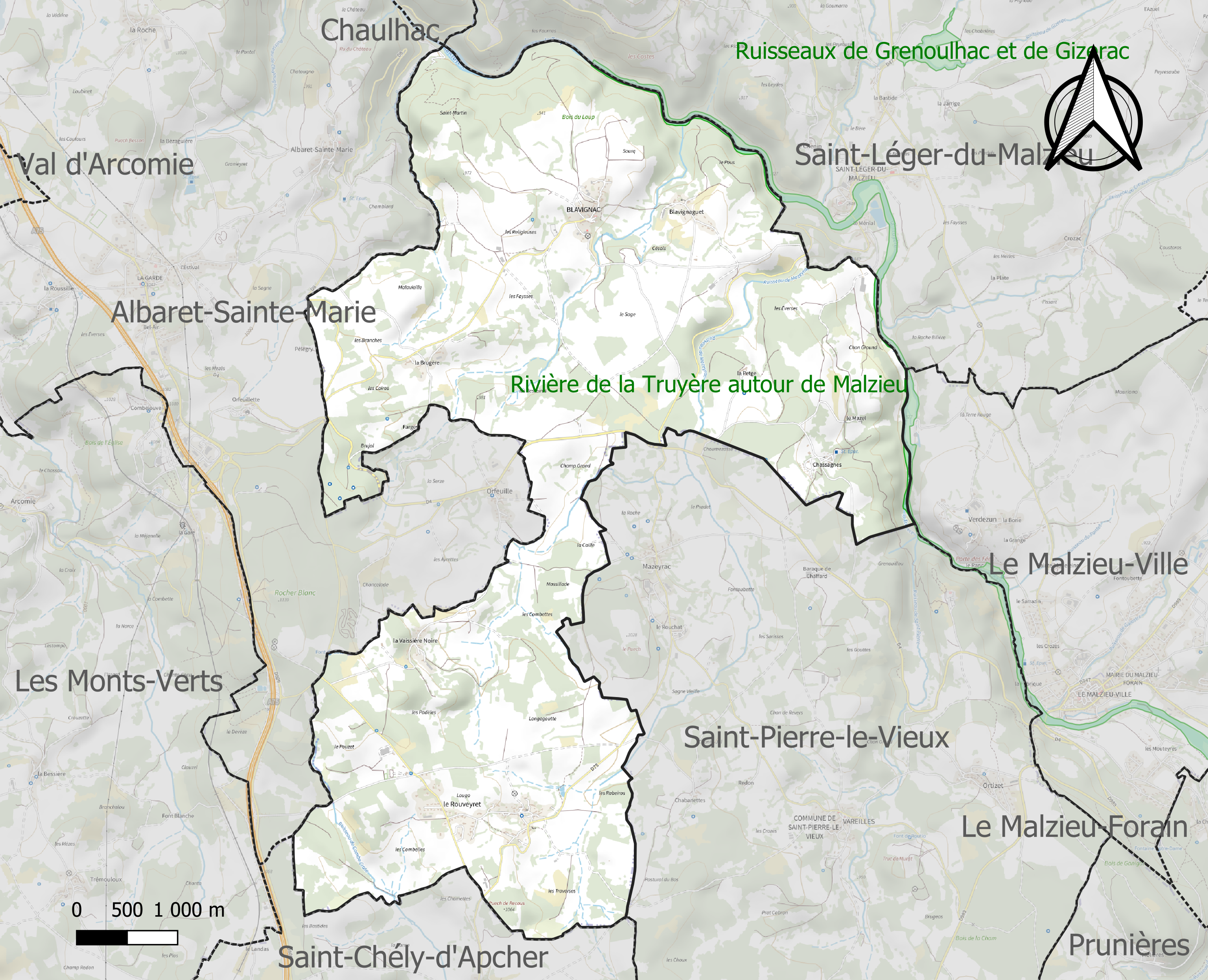
Carte de la ZNIEFF de type 1 sur la commune.
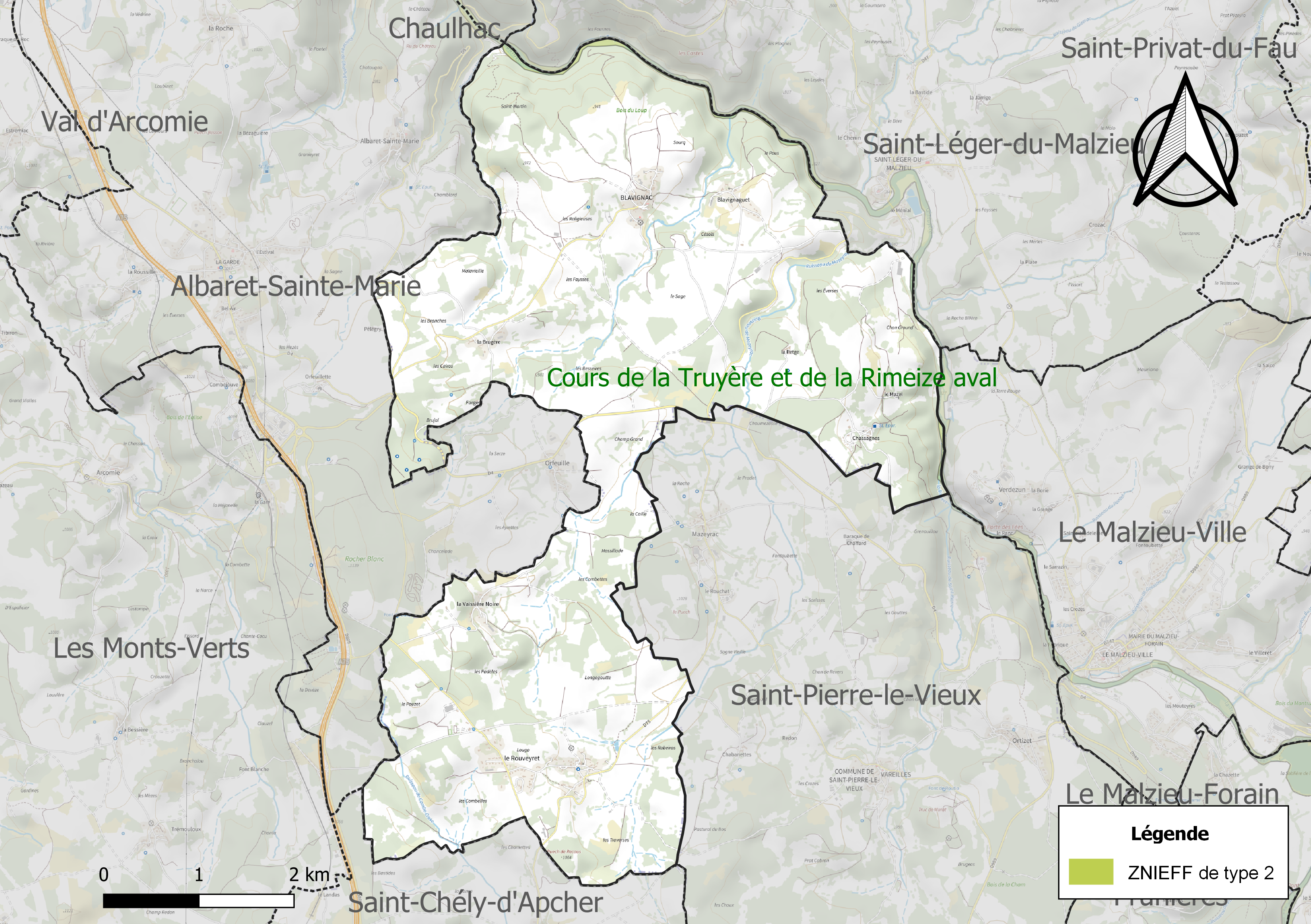
Carte de la ZNIEFF de type 2 sur la commune.

## Urbanisme

### Typologie
Au 1er janvier 2024, Blavignac est catégorisée commune rurale à habitat très dispersé, selon la nouvelle grille communale de densité à sept niveaux définie par l'Insee en 2022.
Elle est située hors unité urbaine. Par ailleurs la commune fait partie de l'aire d'attraction de Saint-Chély-d'Apcher, dont elle est une commune de la couronne,. Cette aire, qui regroupe 22 communes, est catégorisée dans les aires de moins de 50 000 habitants,.

### Occupation des sols
L'occupation des sols de la commune, telle qu'elle ressort de la base de données européenne d’occupation biophysique des sols Corine Land Cover (CLC), est marquée par l'importance des territoires agricoles (64 % en 2018), en augmentation par rapport à 1990 (61,4 %). La répartition détaillée en 2018 est la suivante : 
prairies (38,8 %), forêts (36 %), zones agricoles hétérogènes (25,2 %). L'évolution de l’occupation des sols de la commune et de ses infrastructures peut être observée sur les différentes représentations cartographiques du territoire : la carte de Cassini (XVIIIe siècle), la carte d'état-major (1820-1866) et les cartes ou photos aériennes de l'IGN pour la période actuelle (1950 à aujourd'hui).

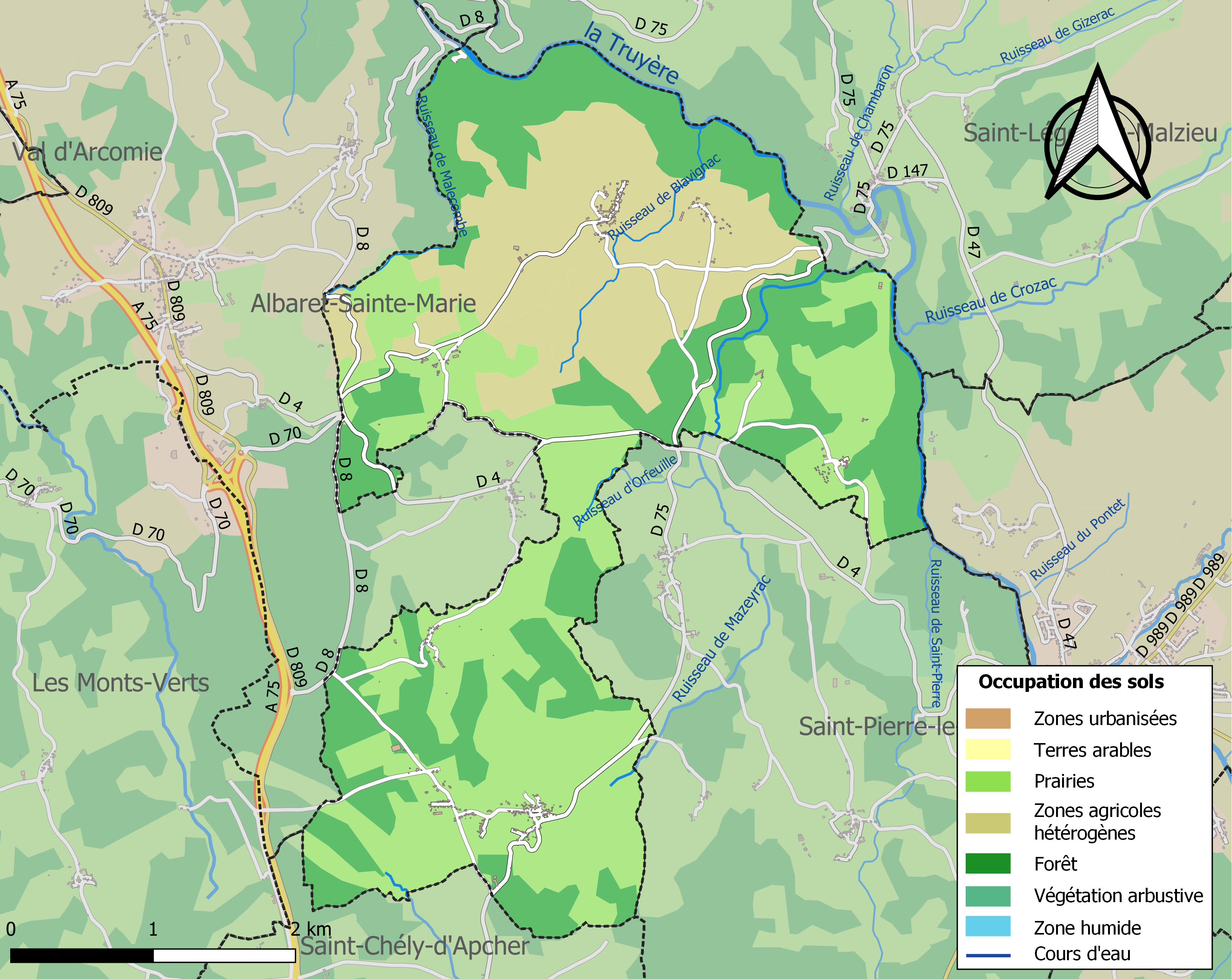
Carte des infrastructures et de l'occupation des sols de la commune en 2018 (CLC).

### Risques majeurs
Le territoire de la commune de Blavignac est vulnérable à différents aléas naturels : météorologiques (tempête, orage, neige, grand froid, canicule ou sécheresse), feux de forêts et séisme (sismicité faible). Il est également exposé à un risque particulier : le risque de radon. Un site publié par le BRGM permet d'évaluer simplement et rapidement les risques d'un bien localisé soit par son adresse soit par le numéro de sa parcelle.

#### Risques naturels
Blavignac est exposée au risque de feu de forêt. Un plan départemental de protection des forêts contre les incendies (PDPFCI) a été approuvé en décembre 2014 pour la période 2014-2023. Les mesures individuelles de prévention contre les incendies sont précisées par divers arrêtés préfectoraux et s’appliquent dans les zones exposées aux incendies de forêt et à moins de 200 mètres de celles-ci. L’arrêté du 23 mars 2018, complété par un arrêté de 2020, réglemente l'emploi du feu en interdisant notamment d’apporter du feu, de fumer et de jeter des mégots de cigarette dans les espaces sensibles et sur les voies qui les traversent sous peine de sanctions. L'arrêté du 23 août 2021, abrogeant un arrêté de 2002, rend le débroussaillement obligatoire, incombant au propriétaire ou ayant droit,,.
Par ailleurs, afin de mieux appréhender le risque d’affaissement de terrain, l'inventaire national des cavités souterraines permet de localiser celles situées sur la commune.
La commune a été reconnue en état de catastrophe naturelle au titre des dommages causés par les inondations et coulées de boue survenues en 1982, 1994 et 2003. 

#### Risque particulier
Dans plusieurs parties du territoire national, le radon, accumulé dans certains logements ou autres locaux, peut constituer une source significative d’exposition de la population aux rayonnements ionisants. Certaines communes du département sont concernées par le risque radon à un niveau plus ou moins élevé. Selon la classification de 2018, la commune de Blavignac est classée en zone 3, à savoir zone à potentiel radon significatif.

## Toponymie
Blavignac tire son nom du premier propriétaire du lieu, Blavinius, mot gallo-romain dérivé du mot gaulois blavos : « blond, pâle ». Le suffixe -ac vient du suffixe localisateur gaulois -acos.

## Histoire

### Monument aux Morts

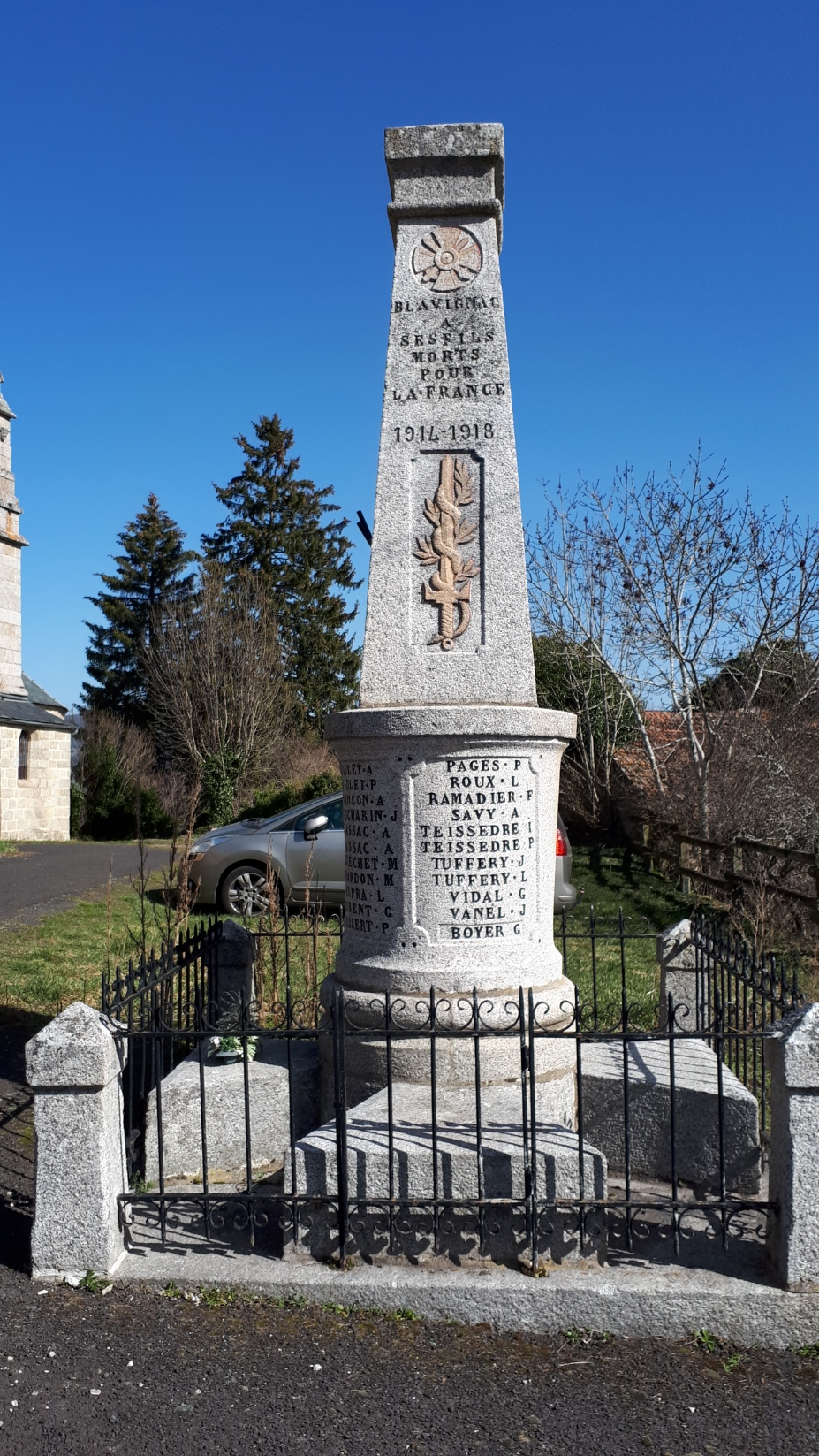
Monument aux Morts

"Blavignac à ses fils Morts pour la France"
- 1914 - 1918 : Boulet Antonin (1894 - 1918), Boulet P, Blancon Jean Adrien (1882 - 1915), Boucharin J, Brassac Albert (1893 - 1917),  Brassac Adrien (1887 - 1914), Bréchet Michel (1882 - 1917), Chardon Arsène Marius  (1882 - 1915), Delpra (Delprat) Louis (1889 - 1914), Lorent (Laurent) Guillaume (1895 - 1915), Lussert Pierre (1883 - 1917), Pagès P, Roux Marie Louis (1881 - 1918), Ramadier Fernand (1895 - 1918), Savy Augustin (1895 - 1916), Teissèdre Marie Pierre (1888 - 1919), Tuffery Jean (1886 - 1914), Vidal Georges (1896 - 1916), Vanel Jean (1882 - 1915), Boyer Guillaume (1890 - 1916).
- 1939 - 1945 : Salson Pierre (1909 - 1945).

## Politique et administration

### Découpage territorial
La commune de Blavignac est membre de la communauté de communes des Terres d'Apcher-Margeride-Aubrac, un établissement public de coopération intercommunale (EPCI) à fiscalité propre créé le 30 novembre 2016 dont le siège est à Saint-Chély-d'Apcher. Ce dernier est par ailleurs membre d'autres groupements intercommunaux.
Sur le plan administratif, elle est rattachée à l'arrondissement de Mende, à la circonscription administrative de l'État de la Lozère et à la région Occitanie.
Sur le plan électoral, elle dépend du canton de Saint-Chély-d'Apcher pour l'élection des conseillers départementaux, depuis le redécoupage cantonal de 2014 entré en vigueur en 2015, et de la circonscription de la Lozère  pour les élections législatives, depuis le dernier découpage électoral de 2010.

### Liste des maires
| Période | Période  | Identité       | Étiquette | Qualité |
| ------- | -------- | -------------- | --------- | ------- |
| 2008    | 2014     | Daniel Bestion |           |         |
| 2014    | 2016     | Viviane Brun   |           |         |
| 2016    | En cours | Yves Chadelat  |           |         |

## Démographie
L'évolution du nombre d'habitants est connue à travers les recensements de la population effectués dans la commune depuis 1793. Pour les communes de moins de 10 000 habitants, une enquête de recensement portant sur toute la population est réalisée tous les cinq ans, les populations de référence des années intermédiaires étant quant à elles estimées par interpolation ou extrapolation. Pour la commune, le premier recensement exhaustif entrant dans le cadre du nouveau dispositif a été réalisé en 2007.

En 2022, la commune comptait 257 habitants, en évolution de −5,86 % par rapport à 2016 (Lozère : +0,11 %, France hors Mayotte : +2,11 %).
| 1793 | 1800 | 1806 | 1821 | 1831 | 1836 | 1841 | 1846 | 1851 |
| ---- | ---- | ---- | ---- | ---- | ---- | ---- | ---- | ---- |
| 438  | 359  | 659  | 461  | 419  | 450  | 426  | 422  | 462  |

| 1856 | 1861 | 1866 | 1872 | 1876 | 1881 | 1886 | 1891 | 1896 |
| ---- | ---- | ---- | ---- | ---- | ---- | ---- | ---- | ---- |
| 446  | 466  | 433  | 504  | 505  | 511  | 521  | 538  | 558  |

| 1901 | 1906 | 1911 | 1921 | 1926 | 1931 | 1936 | 1946 | 1954 |
| ---- | ---- | ---- | ---- | ---- | ---- | ---- | ---- | ---- |
| 535  | 430  | 472  | 414  | 405  | 380  | 321  | 291  | 269  |

| 1962 | 1968 | 1975 | 1982 | 1990 | 1999 | 2006 | 2007 | 2012 |
| ---- | ---- | ---- | ---- | ---- | ---- | ---- | ---- | ---- |
| 275  | 207  | 162  | 246  | 273  | 225  | 214  | 212  | 283  |

| 2017 | 2022 | - | - | - | - | - | - | - |
| ---- | ---- | - | - | - | - | - | - | - |
| 258  | 257  | - | - | - | - | - | - | - |

## Économie

### Revenus
En 2018, la commune compte 103 ménages fiscaux, regroupant 248 personnes. La médiane du revenu disponible par unité de consommation est de 20 060 € (20 420 € dans le département).

### Emploi
|                | 2008  | 2013  | 2018  |
| -------------- | ----- | ----- | ----- |
| Commune        | 6 %   | 6 %   | 9 %   |
| Département    | 5 %   | 6,4 % | 7,1 % |
| France entière | 8,3 % | 10 %  | 10 %  |

En 2018, la population âgée de 15 à 64 ans s'élève à 147 personnes, parmi lesquelles on compte 75,2 % d'actifs (66,2 % ayant un emploi et 9 % de chômeurs) et 24,8 % d'inactifs,. Depuis 2008, le taux de chômage communal (au sens du recensement) des 15-64 ans est supérieur à celui du département, mais inférieur à celui de la France.
La commune fait partie de la couronne de l'aire d'attraction de Saint-Chély-d'Apcher, du fait qu'au moins 15 % des actifs travaillent dans le pôle,. Elle compte 28 emplois en 2018, contre 30 en 2013 et 26 en 2008. Le nombre d'actifs ayant un emploi résidant dans la commune est de 102, soit un indicateur de concentration d'emploi de 27,8 % et un taux d'activité parmi les 15 ans ou plus de 55,1 %.
Sur ces 102 actifs de 15 ans ou plus ayant un emploi, 19 travaillent dans la commune, soit 19 % des habitants. Pour se rendre au travail, 88,1 % des habitants utilisent un véhicule personnel ou de fonction à quatre roues, 1 % les transports en commun, 3 % s'y rendent en deux-roues, à vélo ou à pied et 7,9 % n'ont pas besoin de transport (travail au domicile).

## Culture locale et patrimoine

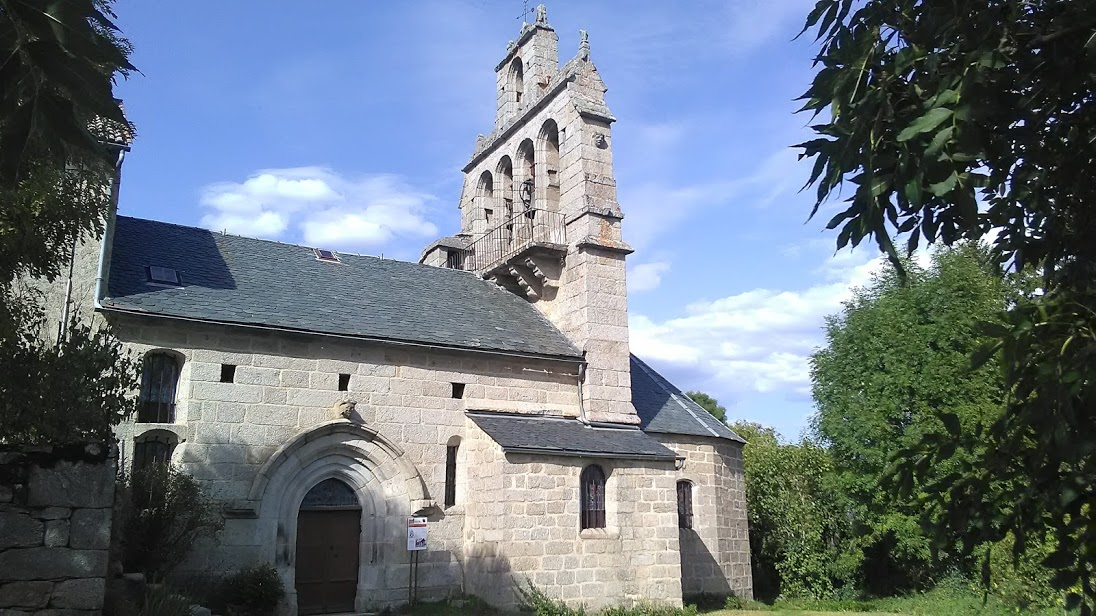
Église Saint-Julien.

### Lieux et monuments
- L'église Saint-Julien, de style gothique, était le siège de l'ancien prieuré-cure du chapitre de Marvejols. Si les parties anciennes semblent dater du XIIIe siècle, l'ensemble serait des XVe et XVIe siècles. Ouverte librement et gratuitement au public toute l'année (Clocher-peigne accessible également)[25].Les plans de l'édifice sont visibles sur le site internet des archives de la Lozère (archives.lozere.fr) et on trouvera une description de l'église sur le site internet de la fondation "la sauvegarde de l'art français"[26]. Si plusieurs références évoquent un style gothique, notamment concernant les voussures du portail ou la première chapelle latérale nord, l'église est évoquée dans un ouvrage sur les églises romanes du Gévaudan[27].
- Le travail à ferrer (ferradou en occitan). Montants de pierre et toit de lauses. travail à ferrer

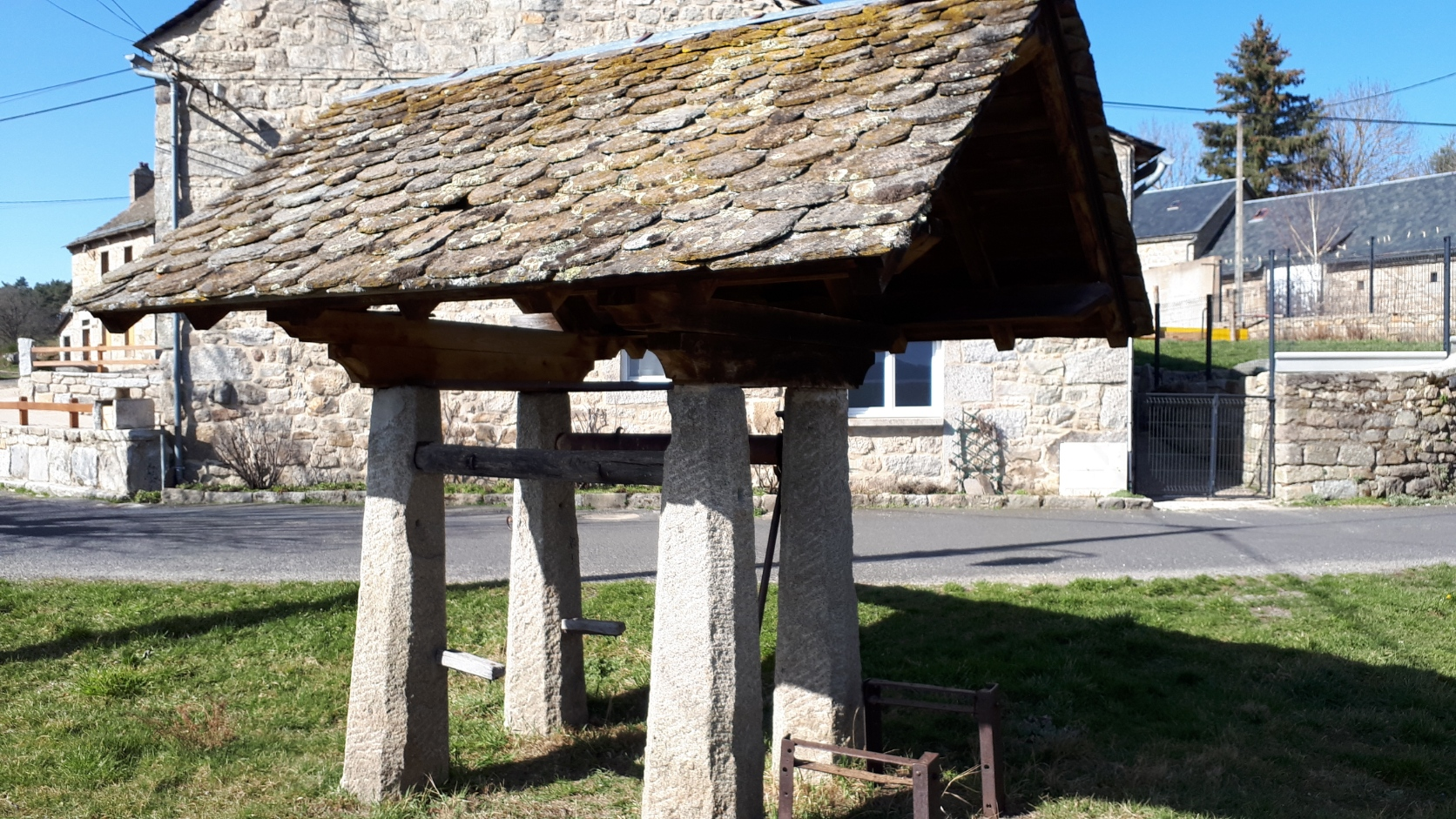
travail à ferrer

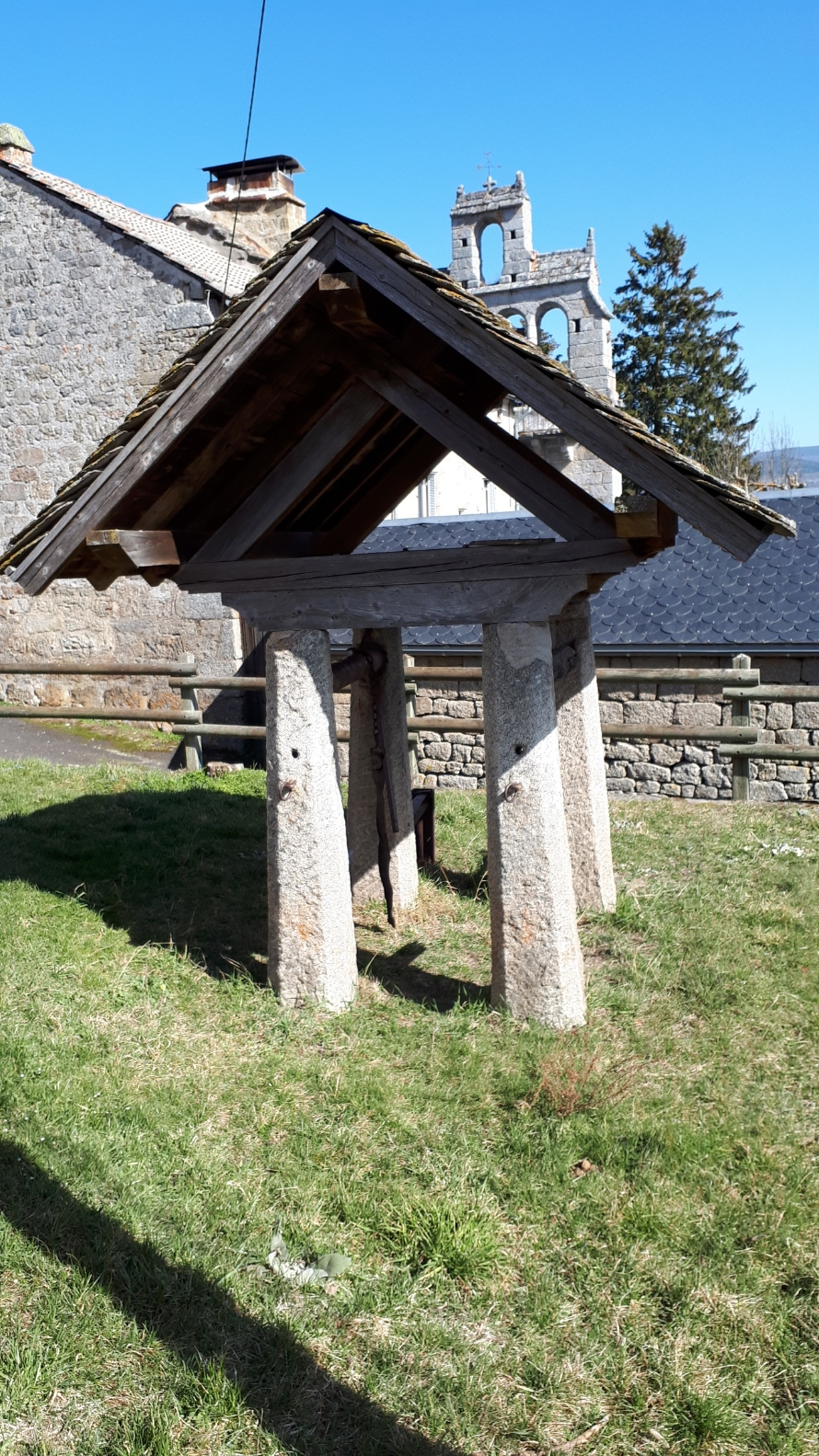
travail à ferrer

### Langue
L'occitan encore parlé dans le village est auvergnat et non pas languedocien. Plusieurs communes du nord de la Lozère appartiennent en effet à l'Auvergne dialectale alors qu'elles sont languedociennes depuis des siècles. Il est en voie de disparition depuis plusieurs décennies, du fait de l'exode rural et la disparition des occupations et artisanats traditionnels auxquels il était adapté[réf. nécessaire].

### Blavignac dans la littérature
La commune de Blavignac est évoquée dans les ouvrages suivants :
- Bastide Huguette, Institutrice de village, Mercure de France, 1970. L'auteur consacre plusieurs pages à sa vie et à l'exercice de sa profession à Blavignac dans les années 1960
- Camus Renaud, Le département de la Lozère, POL, 1996
- Chabalier Véronique, Florence Guibert, Marie-Odile Mergnac, Dictionnaire des noms de lieux - Lozère, Paris, Archives et culture, 2009. On y apprend l'origine du nom de Blavignac page 16
- Trémolet de Villers Anne, Églises romanes oubliées du Gévaudan, presses du Languedoc, 1998